# Eugenia suberosa
Eugenia suberosa är en myrtenväxtart som beskrevs av Jacques Cambessèdes. Eugenia suberosa ingår i släktet Eugenia och familjen myrtenväxter. Inga underarter finns listade i Catalogue of Life.